# Europa gegen Asien
Europa gegen Asien (oder auch MVP Cup, benannt nach dem philippinischen Unternehmer Manuel V. Pangilinan) ist ein Badmintonmannschaftswettbewerb, bei dem eine Auswahl des europäischen Kontinentalverbands BE (früher EBU) gegen eine Auswahl des asiatischen Kontinentalverbands ABC antritt. Eine jährliche Austragung wurde 1983 angestrebt, jedoch fand der Wettbewerb seit 1988 nur noch sporadisch statt. Seit 1983 zeichnen als Veranstalter die European Badminton Union und die Asian Badminton Confederation gemeinsam verantwortlich. 1973 und 1979 wurden zuvor zwei Veranstaltungen von der Scottish Badminton Union organisiert.

## Ergebnisse
| Nr. | Jahr | Ort, Land              | Sieger (Ergebnis)   |
| --- | ---- | ---------------------- | ------------------- |
| 1   | 1973 | Edinburgh, Schottland  | Europa (8:2)        |
| 2   | 1979 | Glasgow, Schottland    | unentschieden (5:5) |
| 3   | 1983 | Essen, BRD             | Asien (5:4)         |
| 4   | 1984 | Singapur, Singapur     | Asien (7:2)         |
| 5   | 1986 | Stockholm, Schweden    | Asien (7:2)         |
| 6   | 1987 | Bangkok, Thailand      | Asien (7:2)         |
| 7   | 1988 | Frankfurt am Main, BRD | Asien (5:4)         |
| 8   | 1993 | Belfast, Nordirland    | Europa (3:2)        |
| 9   | 1995 | Gent, Belgien          | Asien (4:1)         |
| 10  | 2005 | Manila, Philippinen    | Asien (11:7)        |